# Campeonato Brasileiro de League of Legends de 2022
O Campeonato Brasileiro de League of Legends de 2022 foi o 11º ano do Campeonato Brasileiro de League of Legends (CBLOL), a principal competição do jogo de computador League of Legends no Brasil. Participaram dez equipes associadas à um sistema de franquias durante todo o campeonato, dividido em duas etapas.
A edição de 2022 foi a primeira a adotar o formato de dupla eliminatória, onde as quatro melhores equipes colocadas na fase de pontos se classificam para uma chave superior, com a primeira colocada podendo escolher quem enfrentará primeiro entre a terceira e a quarta colocadas, e a quinta e o sexta colocadas da fase de pontos iniciam em uma chave inferior, sem chances de voltarem caso percam uma série. Todas as séries continuam sendo em melhor de cinco.
A Primeira Etapa começou em 22 de janeiro e terminou em 23 de abril com a RED Canids Kalunga derrotando a paiN Gaming por 3 a 2 na final, na Arena CBLOL, em São Paulo.
A Segunda Etapa começou em 11 de junho e terminou em 3 de setembro com a LOUD derrotando a paiN Gaming por 3 a 0 na final, no Ginásio do Ibirapuera, em São Paulo.

## Primeira Etapa

### Mudanças
- Vorax Liberty foi renomeada para Liberty.[6]

### Fase de pontos
| Pos. | Equipe             | V  | D  | Classificação                |
| ---- | ------------------ | -- | -- | ---------------------------- |
| 1    | KaBuM!             | 13 | 5  | Avança para a chave superior |
| 2    | FURIA              | 12 | 6  | Avança para a chave superior |
| 3    | RED Canids Kalunga | 11 | 7  | Avança para a chave superior |
| 4    | paiN Gaming        | 10 | 8  | Avança para a chave superior |
| 5    | Netshoes Miners    | 10 | 8  | Avança para a chave inferior |
| 6    | Liberty            | 10 | 8  | Avança para a chave inferior |
| 7    | LOUD               | 10 | 8  |                              |
| 8    | Rensga             | 6  | 12 |                              |
| 9    | Flamengo Esports   | 5  | 13 |                              |
| 10   | INTZ               | 3  | 15 |                              |

### Eliminatórias
|  |                  |                  |                  |  |  | Chave superior 1 | Chave superior 1 | Chave superior 1 |  |  | Final da chave superior | Final da chave superior | Final da chave superior |  |  |                         |                         |                         |  | Final | Final | Final       |   |  |
|  |                  |                  |                  |  |  |                  |                  |                  |  |  |                         |                         |                         |  |  |                         |                         |                         |  |       |       |             |   |  |
|  |                  |                  |                  |  |  | 1                | KaBuM!           | 3                |  |  |                         |                         |                         |  |  |                         |                         |                         |  |       |       |             |   |  |
|  |                  |                  |                  |  |  | 3                | RED Canids       | 0                |  |  |                         |                         |                         |  |  |                         |                         |                         |  |       |       |             |   |  |
|  |                  |                  |                  |  |  |                  |                  |                  |  |  | 1                       | KaBuM!                  | 0                       |  |  |                         |                         |                         |  |       |       |             |   |  |
|  |                  |                  |                  |  |  |                  |                  |                  |  |  | 4                       | paiN Gaming             | 3                       |  |  |                         |                         |                         |  |       |       |             |   |  |
|  |                  |                  |                  |  |  | 2                | FURIA            | 2                |  |  |                         |                         |                         |  |  |                         |                         |                         |  |       |       |             |   |  |
|  |                  |                  |                  |  |  | 4                | paiN Gaming      | 3                |  |  |                         |                         |                         |  |  |                         |                         |                         |  |       |       |             |   |  |
|  |                  |                  |                  |  |  |                  |                  |                  |  |  |                         |                         |                         |  |  |                         |                         |                         |  |       |       |             |   |  |
|  |                  |                  |                  |  |  |                  |                  |                  |  |  |                         |                         |                         |  |  |                         |                         |                         |  |       | 4     | paiN Gaming | 2 |  |
|  |                  |                  |                  |  |  |                  |                  |                  |  |  |                         |                         |                         |  |  |                         |                         |                         |  |       | 3     | RED Canids  | 3 |  |
|  | Chave inferior 1 | Chave inferior 1 | Chave inferior 1 |  |  | Chave inferior 2 | Chave inferior 2 | Chave inferior 2 |  |  | Chave inferior 3        | Chave inferior 3        | Chave inferior 3        |  |  | Final da chave inferior | Final da chave inferior | Final da chave inferior |  |       |       |             |   |  |
|  |                  |                  |                  |  |  |                  |                  |                  |  |  |                         |                         |                         |  |  |                         |                         |                         |  |       |       |             |   |  |
|  |                  |                  |                  |  |  |                  |                  |                  |  |  |                         |                         |                         |  |  |                         |                         |                         |  |       |       |             |   |  |
|  |                  |                  |                  |  |  |                  |                  |                  |  |  |                         |                         |                         |  |  | 1                       | KaBuM!                  | 1                       |  |       |       |             |   |  |
|  |                  |                  |                  |  |  |                  |                  |                  |  |  | 2                       | FURIA                   | 1                       |  |  | 3                       | RED Canids              | 3                       |  |       |       |             |   |  |
|  |                  |                  |                  |  |  | 3                | RED Canids       | 3                |  |  | 3                       | RED Canids              | 3                       |  |  |                         |                         |                         |  |       |       |             |   |  |
|  | 5                | Netshoes Miners  | 0                |  |  | 6                | Liberty          | 2                |  |  |                         |                         |                         |  |  |                         |                         |                         |  |       |       |             |   |  |
|  | 6                | Liberty          | 3                |  |  |                  |                  |                  |  |  |                         |                         |                         |  |  |                         |                         |                         |  |       |       |             |   |  |

## Segunda Etapa

### Mudanças
- Netshoes Miners foi renomeada somente para Miners, devido à empresa Netshoes pertencer ao grupo Magazine Luiza, mesmo grupo que aquiriu a KaBuM!. De acordo com as regras da Riot Games, duas equipes não podem ser controladas, direta ou indiretamente, por um mesmo dono de time, gerente ou afiliado de um dono.[7]
- Flamengo foi renomeado para Flamengo Los Grandes, devido à completa aquisição da equipe pela Los Grandes.[8]

### Fase de pontos
| Pos. | Equipe               | V  | D  | Classificação                |
| ---- | -------------------- | -- | -- | ---------------------------- |
| 1    | FURIA                | 15 | 3  | Avança para a chave superior |
| 2    | RED Canids Kalunga   | 13 | 5  | Avança para a chave superior |
| 3    | paiN Gaming          | 12 | 6  | Avança para a chave superior |
| 4    | LOUD                 | 12 | 6  | Avança para a chave superior |
| 5    | KaBuM!               | 11 | 7  | Avança para a chave inferior |
| 6    | Miners               | 8  | 10 | Avança para a chave inferior |
| 7    | Liberty              | 8  | 10 |                              |
| 8    | Flamengo Los Grandes | 6  | 12 |                              |
| 9    | INTZ                 | 4  | 14 |                              |
| 10   | Rensga               | 1  | 17 |                              |

### Eliminatórias
|  |                  |                  |                  |  |  | Chave superior 1 | Chave superior 1 | Chave superior 1 |  |  | Final da chave superior | Final da chave superior | Final da chave superior |  |  |                         |                         |                         |  | Final | Final | Final       |   |  |
|  |                  |                  |                  |  |  |                  |                  |                  |  |  |                         |                         |                         |  |  |                         |                         |                         |  |       |       |             |   |  |
|  |                  |                  |                  |  |  | 1                | FURIA            | 1                |  |  |                         |                         |                         |  |  |                         |                         |                         |  |       |       |             |   |  |
|  |                  |                  |                  |  |  | 3                | paiN Gaming      | 3                |  |  |                         |                         |                         |  |  |                         |                         |                         |  |       |       |             |   |  |
|  |                  |                  |                  |  |  |                  |                  |                  |  |  | 3                       | paiN Gaming             | 3                       |  |  |                         |                         |                         |  |       |       |             |   |  |
|  |                  |                  |                  |  |  |                  |                  |                  |  |  | 4                       | LOUD                    | 2                       |  |  |                         |                         |                         |  |       |       |             |   |  |
|  |                  |                  |                  |  |  | 2                | RED Canids       | 1                |  |  |                         |                         |                         |  |  |                         |                         |                         |  |       |       |             |   |  |
|  |                  |                  |                  |  |  | 4                | LOUD             | 3                |  |  |                         |                         |                         |  |  |                         |                         |                         |  |       |       |             |   |  |
|  |                  |                  |                  |  |  |                  |                  |                  |  |  |                         |                         |                         |  |  |                         |                         |                         |  |       |       |             |   |  |
|  |                  |                  |                  |  |  |                  |                  |                  |  |  |                         |                         |                         |  |  |                         |                         |                         |  |       | 3     | paiN Gaming | 0 |  |
|  |                  |                  |                  |  |  |                  |                  |                  |  |  |                         |                         |                         |  |  |                         |                         |                         |  |       | 4     | LOUD        | 3 |  |
|  | Chave inferior 1 | Chave inferior 1 | Chave inferior 1 |  |  | Chave inferior 2 | Chave inferior 2 | Chave inferior 2 |  |  | Chave inferior 3        | Chave inferior 3        | Chave inferior 3        |  |  | Final da chave inferior | Final da chave inferior | Final da chave inferior |  |       |       |             |   |  |
|  |                  |                  |                  |  |  |                  |                  |                  |  |  |                         |                         |                         |  |  |                         |                         |                         |  |       |       |             |   |  |
|  |                  |                  |                  |  |  |                  |                  |                  |  |  |                         |                         |                         |  |  |                         |                         |                         |  |       |       |             |   |  |
|  |                  |                  |                  |  |  |                  |                  |                  |  |  |                         |                         |                         |  |  | 4                       | LOUD                    | 3                       |  |       |       |             |   |  |
|  |                  |                  |                  |  |  |                  |                  |                  |  |  | 1                       | FURIA                   | 3                       |  |  | 1                       | FURIA                   | 0                       |  |       |       |             |   |  |
|  |                  |                  |                  |  |  | 2                | RED Canids       | 3                |  |  | 2                       | RED Canids              | 2                       |  |  |                         |                         |                         |  |       |       |             |   |  |
|  | 5                | KaBuM!           | 3                |  |  | 5                | KaBuM!           | 1                |  |  |                         |                         |                         |  |  |                         |                         |                         |  |       |       |             |   |  |
|  | 6                | Miners           | 0                |  |  |                  |                  |                  |  |  |                         |                         |                         |  |  |                         |                         |                         |  |       |       |             |   |  |